# L'Abbaye-sous-Plancy
L'Abbaye-sous-Plancy era una comuna francesa que estaba situada en el departamento de Aube, de la región de Gran Este, que en 1968 pasó a formar parte de la comuna de Plancy-l'Abbaye, por fusión simple.

## Demografía
| Gráfica de evolución demográfica de L'Abbaye-Sous-Plancy entre 1793 y 1968 |
|                                                                            |
| Datos según el nomenclátor publicado por la EHESS/Cassini.                 |